# Луино
Луино (итал. Luino) — итальянский город и коммуна в Италии, с населением 14 575 человек (по состоянию на 31 декабря 2019 года) в провинции Варезе, области Ломбардия. Крупнейший город на восточном берегу озера (Лаго) Маджоре, славится своим еженедельным рынком по средам.
Население составляет 14 575 человек (на 31.12.2019 г.), плотность населения составляет 709 чел./км². Занимает площадь 20,95 км². Почтовый индекс — 21016. Телефонный код — 0332.
Покровителями коммуны почитаются святые апостолы Пётр и Павел, празднование 29 июня.

## География
Город расположен в нескольких километрах от швейцарской границы в предгорьях Альп, окружающих озеро Маджоре. Эрнест Хемингуэй писал в своем романе «Прощай, оружие»: "Я увидел клиновидную щель между горами на другой стороне и подумал, что это, должно быть, Луино. Луино включает фракции Баджолина, Бивильоне, Бонга, Каса Коломбаро, Каса Деменек, Каса Донато, Каса Феррарио, Каса Ферраттина, Каса Поцци, Кашина Пасторе, Каса Мирабелло, Кольменья, Крева, Форнасетте, Жиразоле, Иль Гаджо, Иль Вальдо, Ла Бругьера, Ла Сперанца, Лонгхироло, Молино, Монте-Бедеа, Мотте, Пецца, Пеццалунга, Пецце, Пьянаццо, Поппино, Роджиоло, Ронки, Сан-Пьетро, Текко, Торретта, Требедора, Виньоне и Вольдомино.

## История
Римское поселение было подтверждено находками 3 века нашей эры.
В средние века возник город, который был региональным центром внутренних районов и приобрел определенное значение благодаря судоходству. Поочередно Луино управлялся влиятельными семьями из Милана или из Комо. С 1512 по 1515 год он находился под властью швейцарских конфедератов, которые ненадолго завоевали этот район во время своих миланских кампаний. После поражения в битве при Мариньяно перешел под власть Франции. В 1541 году Карл V дал городу право проводить рынки и таким образом положил начало еженедельному рынку, хорошо известному туристам всей округи.
В 1848 году Джузеппе Гарибальди предпринял попытку государственного переворота выселить австрийских оккупантов из Луино — в память об этой попытке луинези установили первый на итальянской земле памятник своему герою-свободолюбцу в 1867 году. В 1861 году иностранное правление австрийцев сменилось Рисорджименто, и Италия создала собственное национальное государство. После временного союза лангобардских провинций с Королевством Сардиния муниципалитет Луино с 2535 жителями, управляемый муниципальным советом из пятнадцати членов и городским советом из двух человек, стал Мандаменто V Лувино (Луино), район II Варезе, провинция Комо. На момент основания Королевства Италия в 1861 году в муниципалитете проживало 2404 человека (по переписи 1861 года). В соответствии с Законом о муниципалитетах 1865 года муниципалитетом управляли мэр, хунта и совет. В 1867 г. местечко было включено в состав одного уезда, уезда и губернии (уезд 1867 г.).
Правительство новообразованного национального государства пыталось проводить собственную экономическую политику, а также преследовало эту цель соответствующими импортными и таможенными правилами. В 1882 году была открыта железнодорожная линия в Беллинцону, столицу кантона Тичино. Луино стал международной станцией на транзитном маршруте для товаров, идущих из нового Готардского железнодорожного туннеля, направляющегося в порт Генуи. Улучшение связей способствовало активной и продуктивной индустриализации в районе Луино во второй половине 19 века.
До 1889 года муниципалитет назывался Лувино, после чего был переименован в Луино. В 1924 году муниципалитет был включен в состав округа Варезе провинции Комо. После муниципальной реформы 1926 года муниципалитетом управляла Подеста. В 1927 году муниципалитет был присоединен к провинции Варезе. В 1928 г. распущенные коммуны Герминьяга, Вольдомино и Брезцо ди Бедеро были объединены в коммуну Луино (Королевский указ № 17 от 5 января 1928 г.). После муниципальной реформы 1946 года муниципалитетом Луино управляли мэр, хунта и совет. В 1947 году был преобразован вышеупомянутый муниципалитет Герминьяга. Постоянное население муниципалитета Луино: 11 040 жителей (перепись 1951 г.). В 1953 г. был восстановлен вышеупомянутый муниципалитет Брезцо ди Бедеро (Указ президента № 490 от 30 мая 1953 г.). В 1955 году деревня Колменья, отделенная от муниципалитета Макканьо, была присоединена к муниципалитету Луино. В 1971 году площадь муниципалитета Луино составляла 2095 га.

## Население
| Bevölkerungsentwicklung | Bevölkerungsentwicklung | Bevölkerungsentwicklung | Bevölkerungsentwicklung | Bevölkerungsentwicklung | Bevölkerungsentwicklung | Bevölkerungsentwicklung | Bevölkerungsentwicklung | Bevölkerungsentwicklung | Bevölkerungsentwicklung | Bevölkerungsentwicklung | Bevölkerungsentwicklung | Bevölkerungsentwicklung | Bevölkerungsentwicklung | Bevölkerungsentwicklung | Bevölkerungsentwicklung |
| ----------------------- | ----------------------- | ----------------------- | ----------------------- | ----------------------- | ----------------------- | ----------------------- | ----------------------- | ----------------------- | ----------------------- | ----------------------- | ----------------------- | ----------------------- | ----------------------- | ----------------------- | ----------------------- |
| Jahr                    | 1751                    | 1805                    | 1809                    | 1853                    | 1861                    | 1881                    | 1901                    | 1921                    | 1931                    | 1951                    | 1961                    | 1971                    | 2001                    | 2004                    | 2021                    |
| Einwohner               | 1.200                   | 1.446                   | *2.604                  | 2.258                   | 2.404                   | 3.023                   | 5.989                   | 7.265                   | 9.655                   | 10.693                  | 11.275                  | 14.118                  | 14.179                  | 14.234                  | 14.248                  |

- 1809 г. Слияние с населенными пунктами Germignaga и Voldomino.

## Экономика

##### Приграничные рабочие
Трансграничные пассажиры являются важным экономическим фактором в муниципалитете Луино. Это оказывает положительное влияние на сектор строительства и недвижимости, гастрономию и местные магазины. Но это также отражается на стоимости аренды, которая в среднем выше, чем в соседних поселках.

##### Туризм
Из-за изменений в привычках передвижения (автомобиль, самолет) туризм в Луино сократился по сравнению с предыдущими годами. Этому способствует недостаток размещения в отелях. Многие бывшие отели обанкротились в результате экономических изменений, например, открытие европейских границ (у Луино был большой таможенный склад) и аутсорсинг промышленного производства в страны Восточной Европы.
Тем не менее, благодаря своему красивому географическому положению, Луино является частью сильного рынка аренды жилья и жилья для отпуска в Италии.
Однодневный туризм из Швейцарии или южной Германии также играет важную роль для ресторанов и пабов.

##### Еженедельный рынок
Каждую среду с 06:00 до 17:00 в Луино работает рынок, который является одним из крупнейших в Европе. В зависимости от погоды и времени года до 400 и более киосков предлагают свои товары для продажи.
Количество посетителей меняется в зависимости от погоды и сезона. Но важность еженедельного рынка подчеркивают автобусные рейсы, предлагаемые из Швейцарии, Германии, Бельгии и даже Голландии.
Впервые организованный в 1535 году попеременно с соседним муниципалитетом Макканьо, в 1541 году право проведения рынка также перешло исключительно к Луино. Предлагались домашний скот, зерно, а местные ремесленники демонстрировали свою продукцию.
Плата за стенд, муниципальная парковка у озера и штрафы за неправильную парковку являются важным фактором в муниципальном бюджете.
Рынок проходит на трех главных улицах и простирается до железнодорожного вокзала, в результате транспортная ситуация создает проблемы для жителей.

##### Бывшая текстильная промышленность в Луино
Текстильная промышленность, находящаяся в руках швейцарцев, с 1868 года создала более 1000 рабочих мест. Она поставляла свою продукцию на рынки сбыта по всему миру. Благоприятная среда с надежным энергоснабжением, возможности найма рабочих в регионе и подключение к сети общественного транспорта способствовали успеху этого развития.
Швейцарская школа Луино была основана в 1883 году с целью создания хороших условий для обучения детей управляющих служащих из немецкоязычной Швейцарии.

## Транспортное сообщение

##### Автотранспорт
Луино находится на дороге SP62 в Варезе. До Понте-Треза можно добраться по шоссе SP61, а по шоссе SP69 можно добраться до Сесто-Календе и, следовательно, до аэропорта Мальпенса.

##### Автобус и водный транспорт
До Луино можно добраться на автобусе или на лодке. Причал для водного транспорта находится прямо у входа на рынок. Линии служат больше туристическим целям и практически не облегчают повседневную жизнь жителей.
Автобусные маршруты соединяют близлежащие населенные пункты с Луино, оттуда линии ведут в Варезе, Лугано, Понте-Треза и на равнину Магадино, а также частично с близлежащими населенными пунктами, такими как Мезенсана.

##### Железная дорога
Электричка S30 соединяет Луино с Беллинцоной и Галларате, оттуда с пересадкой также в аэропорт Мальпенза.

##### Развитие с течением времени
В 1906 году была введена в эксплуатацию ж/д линия Симплон, и ж/д пограничная станция Луино стала менее важной. Закрытие железнодорожного сообщения во время Первой мировой войны ознаменовало упадок зажиточного общества. Хотя город находится в Италии, Луино прославился на всю Швейцарию благодаря железнодорожному сообщению от Джубиаско до Готардской железной дороги. С 1885 по 1950 год (электрифицирована в 1918 году) узкоколейная железная дорога соединяла Луино с Понте-Треза на озере Лугано.

##### Автомагистраль/Автобан
Ближайшие соединения с автомагистралями дальнего следования:
Автомагистраль 2 (Швейцария) Лугано-Норд/север (21 км) — часть европейских дорог E25 и E35.
Автомагистраль A8 Милан — Варезе, соединение Варезе и направление Гирла (28 км)
Автомагистраль A26 Генуя — Гравеллона-Точе в направлении Милана, съезд Сесто-Календе — Верджате (43,5 км)

## Культура и достопримечательности

##### Священные постройки
- Приходская церковь Санти Пьетро и Паоло с 4 фресками (евангелистов) художника Раффаэле Каснеди из Руно.
- Ораторий Сан-Пьетро возле кладбища с фресками (15 век) и фреской Adorazione dei Magi школы Бернардино Луини; в апсиде картина Мадонна коль Бамбино, Сан-Джованни Баттиста и Сан-Франческо д’Ассизи (1647 г.) из церкви Мадонны дель Кармине. Первое ядро церкви восходит к 12 веку. Исследования, проведенные во время консервативной реставрации 1968 года, подтверждают это, и сегодня колокольня является самым важным свидетельством этой ранней постройки. В первые десятилетия XVII века на южной стороне средневекового здания была построена часовня для защиты популярной фрески, ранее висевшей на внешней стене колокольни. В последующие годы часовня была покрыта циклами фресок, которые историк искусства Бернар Беренсон первоначально приписал раннему вмешательству Бернардино Луини, но позже идентифицировал как работу, восходящую к утерянному оригиналу Брамантино. В середине 16 века некоторые важные работы, вероятно, были поручены Джероламо Квадрио, который в то время уже был занят строительством церкви Сан-Джузеппе от имени семьи Марлиани. В ходе этих работ был возведен новый фасад. Церковь была приходской до конца 16 века, когда по приказу Карла Борромео в центре Луино была построена церковь Святых Петра и Павла.
- Церковь Сан-Джузеппе, архитектор Карло Феличе Соаве (1749—1803) из Лугано, с органом (1683 г.), восстановленным Винченцо Масциони из Кувио.
- Святилище Санта-Мария-дель-Кармине с фресками (15-16 вв.) и органом (1857 г.) Франческо Карнизи. В сегодняшнем здании хорошо виден первоначальный план этажа церкви: освещенный теплоизолирующими окнами неф разделен на два пролета, перекрытых крестовыми сводами и разделенных стрельчатой аркой. Полукруглая апсида, перекрытая полусферическим куполом, вероятно, относится к тому же периоду. Боковые часовни, одна из которых датируется 1665 годом, а другая начала 18 века, украшены лепниной. Фасад украшен фронтоном и небольшим портиком, перекрывающим входной портал и поддерживаемым двумя дорическими колоннами из гранита Бавено. Этот портик был построен во время перестроек во второй половине XVII века. Деревянные исповедальни и кафедра датируются 1687 годом. Самые важные фрески церкви находятся в первой часовне слева от входа, стены которой полностью покрыты священными сценами 1544 года. На задней стене изображены Рождество, Благовещение и Распятие художника Гульельмо Джотти да Монтегрино[3], а на потолке, отделяющем часовню от нефа, есть медальоны с пророками и святой Екатериной. Входной портал состоит из двух украшенных плеч и архитрава с феодальными гербами и гирляндами (что позволяет датировать его до 1497 года). Над ним Люнет, заключающий в себе терракотовую скульптурную группу, изображающую Мадонну с младенцем. В апсиде стоит колокольня XVII века. Крыша состоит из деревянной конструкции, которая поддерживает черепичные поверхности крыши, а пол сделан из терракоты, уложенной во время консервативных реставрационных работ между 1987 и 1990 годами.
- Церковь Сан-Бьяджо во фракции Волдомино. Первое упоминание о церкви относится к концу 13 и началу 14 веков, когда она упоминается в Liber Notitiae Sanctorum Mediolani. Таким образом, задокументировано романское происхождение здания, даже если в нынешнем здании нет его следов. В 1398 г. церковь была украшена фигурой кустоса, то есть ЧАС. постоянного администратора, а также наличие имущества, необходимого для содержания духовенства и ризницы. Кроме того, нынешняя эталонная приходская церковь Сан-Бьяджо, церковь Санта-Мария-Ассунта в Волдомино, в то время находилась в частной собственности: эти два условия дали церкви Волдомино зародыш будущего и предстоящего приходского статуса. В 1503 году на боковой стене древней церкви была написана Мадонна Лорето. Работа, которая существует до сих пор, имеет подпись Гульельмо Джотти да Монтегрино, дату и имя жертвователя, финансировавшего работу. Через несколько лет на противоположной стене была написана фреска с изображением большого святого Христофора. В 1668 году сплюснутый Орацио Мартиньони, ректор Вальтравальи, благословил отреставрированную молельню: была частично перестроена пресвитерия, полностью перестроен зал и подняты два зеркальных фасада. Дизайн главного фасада, обращенного вниз и характеризовавшегося серлианой над порталом, повторялся на фасаде пресвитерия, обращенном вверх, хотя в этом случае серлиана не была окном, а только видимостью окна. В 1965 году молельню забросили и планировали снести. По счастливой случайности описанные выше циклы фресок были обнаружены под внутренней штукатуркой: это открытие вызвало народную инициативу по восстановлению здания. Фрески отреставрированы, церковь отреставрирована. Консервативная реставрация фресок Богоматери Лорето и Святого Христофора была проведена Карло Альберто Лотти.
- Церковь Санта-Мария-Ассунта в Вольдомино.
- Приходская церковь Богоматери Лурдской в деревне Крева
- Церковь Санта-Катерина в деревушке Кольменья. Первые упоминания о церкви относятся к 1526 году, когда приходской священник Агры, деревни вверх по реке от Кольменьи, обязал церковь проводить богослужения в бывшем часовне Святой Екатерины. В 1574 году его посетил кардинал Шарль Борромео, а четыре года спустя его делегаты. Между 1682 и 1690 годами главный алтарь был реконструирован, и к нему была добавлена картина с изображением Девы Марии, написанная членом семьи Прокаччини и подаренная Карло Федерико Ланфранки по его завещанию. В 18 веке фасад был перестроен. Между 1864 и 1875 годами с южной стороны была построена новая ризница и пристроена колокольня. Эта работа стала возможной благодаря вкладу различных отдыхающих, в том числе Генри Винна, капитана личной гвардии королевы Виктории, который сделал щедрое пожертвование церкви в 1874 году. В 1888 году настоятель церкви Анджело Мелли заменил главный алтарь XVII века на полотно, изображающее мистическое бракосочетание святой Екатерины, с новым. Через два года был построен придел, посвященный тому же святому. В 1930 году напротив первой часовни была построена вторая боковая часовня, посвященная Богоматери горы Кармель, в которой был помещен вотивный симулякр.
- Kirche Santa Maria Immacolata in der Fraktion Motte
- Церковь Беата Верджине Аддолората в деревушке Пьянаццо
- Церковь Беата Верджине дель Кармело в деревне Лонгхироло
- Церковь Беата Верджине дель Росарио в деревушке Роджиоло.

## Гражданские здания
- Дворец Кривелли Сербеллони, архитектор Карло Феличе Соаве
- Памятник со статуей Джузеппе Гарибальди работы скульптора Алессандро Путтинати (1867 г.)
- Палаццо Вербания, роскошно отреставрированный бывший отель на берегу озера и Курзал, который теперь служит культурным центром и штаб-квартирой туристического офиса. Здесь находятся временные выставки и архивы Пьеро Кьяры и Витторио Серени.

## Музеи
- Железнодорожный музей Вербано
- Городской археологический музей с картинной галереей и окаменелостями

## Другие достопримечательности
- Пеший вариант 3V — Виа Верде Варезина

## Города-побратимы
- Санари-сюр-Мер, Франция (2001)